# Línea 501 (Valparaíso)
El Recorrido 501 es una línea de buses urbanos de la ciudad de Valparaíso operada por la empresa Buses del Gran Valparaíso S.A. Opera desde el sector Placeres hasta el sector de Playa Ancha de dicha ciudad.

## Recorrido
| - Valparaíso - Av.Matta - Av.Cabriteria - Av.Cabriteria Norte - Av.Cabriteria Poniente - La Isla - Las Palmas - La Laguna - Av.Cabriteria Poniente - Av.Cabriteria Norte - Av.Cabriteria - Av.Matta - Mercedes - Plaza La Conquista - Carmen - Av.Matta - Av.Los Placeres - Yolanda - Av.Diego Portales - Eusebio Lillo - Eloy Alfaro - Av.Argentina - Av.Pedro Montt - Edwards - Plaza Victoria - Av.Brasil - Blanco - Plaza Aduana - Antonio Varas - Av.Altamirano - El Membrillo - Av.El Parque - Av.Playa Ancha - Av.Quebrada Verde - Domeyko - Levarte - Av.Santa María - Iquique - Recabarren - Laja | - Valparaíso - Laja - Recabarren - Iquique - Av.Santa María - Levarte - Domeyko - Av.Quebrada Verde - Vista Hermosa - Levarte - Av.Playa Ancha - Av.El Parque - El Membrillo - Av.Altamirano - Antonio Varas - Plaza Aduana - Cochrane - Esmeralda - Condell - Plaza Victoria - Edwards - Av.Pedro Montt - Av.Argentina - Av.España - San Luis - Av.Los Placeres - Av.Matta - Carmen - Plaza La Conquista - Mercedes - Av.Matta - Av.Cabriteria - Av.Cabriteria Norte - Av.Cabriteria Poniente - Las Palmas - La Laguna - Av.Cabriteria Poniente - Av.Cabriteria Norte - Av.Cabriteria - Av.Matta |